# 岩手県立藤沢高等学校
岩手県立藤沢高等学校（いわてけんりつふじさわこうとうがっこう、英: Iwate Prefectural Fujisawa High School）は、岩手県東磐井郡藤沢町（現：一関市）にあった公立高等学校。通称は藤高（ふじこう）。
2006年4月に岩手県立千厩高等学校へ統合され、2008年3月をもって閉校した。

## 概要・歴史
地元住民らによる高校設置運動が功を奏し、1948年4月に岩手県立千厩高等学校の定時制の分校として岩手県立千厩高等学校藤沢分校を開校した。当初は定時制課程のみ設置され、男子は農業科、女子には家庭科を開設したが、1951年に全日制課程普通科を設置し男女問わず対象としている。開校した翌年に花王ヶ丘から藤沢小学校に移転して校舎の一部を借用する形となった。1950年に藤沢分校から岩手県立藤沢高等学校に昇格を果たし独立校となり、1953年には独自の校舎が落成し移転した。同年4月と1955年にそれぞれ全日制農業科と、当時東磐井郡の主要産業であったタバコを専門とした全日制農業（タバコ）科を開設しているが、1963年11月に生徒募集を停止し学級枠を普通科へ移行した。農業科に関しては閉科した時期が不明である。
生徒数増加に伴い、1966年度から臨時の学級を設置し、通常の1学年2学級編成のところを最多で4学級編成としていた時期があったが1978年度を以って解消している。その後は1991年まで2学級ないし3学級分の新入生を募集していた。
1971年に旧藤沢小学校へ再度移転を行い、数年間は旧藤沢中学校の校舎をそのまま使用したのち1978年に鉄筋コンクリート造3階建ての校舎が落成した。本校の閉校後は、施設一帯を一関市立藤沢中学校が使用している。
生徒数は増加の一途を辿り1975・1976年度には最多となる540人の定員（全学年）を募集していたが、入学志願者の減少により400人台、300人台と段階的に減らしていった。2000年代以降は100人台の生徒数で推移しており、一関市内の高等学校では最小を叩き出していた。

### 統合
生徒数の減少を受け、2005年7月に岩手県教育委員会が望ましい学校の配置などを目的とする「県立高等学校新整備計画の後期計画」を策定し、かつて本校だった岩手県立千厩高等学校への統合が当初の予定より1年間前倒しした形で決定した。2006年4月の統合に伴い、本年度から新入生の募集を停止し閉校までの2年間は在校生のみとなった。閉校に先立ち2007年10月に閉校記念碑「遂志の碑」の除幕式と文化祭が同日開催された。
2008年3月1日に藤沢町縄文ホール（現：一関市藤沢文化センター）にて卒業式ならびに閉校式典が開催され、同月31日をもって57年（分校時代を含めると60年）の歴史に幕を閉じ、延べ5,495人の卒業生を送り出した。

## 校歌
1953年制定。作詞は白鳥省吾、作曲は武田忠一郎。白鳥は詩人で「星影のワルツ」というヒット曲で知られている。武田は音楽家として「東北民謡の父」と称されている。
歌は3番まであり、3番の最後には校名が登場する。

## 沿革
- 1948年（昭和23年）
  - 4月1日 - 岩手県立千厩高等学校藤沢分校として開校。定時制課程農業科（男子）と家庭科（女子）を開設[3]。
  - 5月21日 - 藤沢小学校講堂で開校式を挙行[3][4]。
  - 5月25日 - 藤沢小学校を借用して授業開始[11]。
- 1949年（昭和24年）6月14日 - 花王ヶ丘から藤沢小学校に移転し、西校舎一部を借用[3][4]。
- 1950年（昭和25年）4月1日 - 定時制の「岩手県立藤沢高等学校」として独立[3][4]。
- 1951年（昭和26年）4月1日 - 全日制課程普通科を開設[3][4]。
- 1953年（昭和28年）
  - 3月28日 - 独立校舎を着工[3][4]。
  - 4月1日 - 全日制課程農業科を開設[3][4]。
  - 11月7日 - 愛宕の丘にて独立校舎落成式を挙行。校章・校歌・校旗を制定[3][4]。
  - 12月1日 - 新校舎での授業開始[3][4]。
- 1954年（昭和29年）4月1日 - 定時制課程を廃止[3][4]。
- 1955年（昭和30年）4月1日 - 農業（タバコ）科を開設[3][4]。
- 1959年（昭和34年）1月20日 - 創立10周年記念として図書館を落成[3][4]。
- 1962年（昭和37年）11月15日 - 農業（タバコ）科1学級分を普通科へ移行[3][4]。
- 1963年（昭和38年）11月15日 - 農業（タバコ）科の生徒募集を停止[3][4]。
- 1964年（昭和39年）11月7日 - 創立15周年記念としてテニスコートを設置[3][4]。
- 1966年（昭和41年）8月31日 - 校舎を増築し特別教室を設置[3][4]。
- 1971年（昭和46年）
  - 1月31日 - 体育館を落成[12]。
  - 3月31日 - 愛宕校舎から現在地の旧藤沢中学校校舎に移転[3][4]。
  - 6月1日 - 創立20周年記念式典・体育館落成式を挙行[3][4]。
- 1972年（昭和47年）
  - 4月1日 - 普通科1学年を恒久的に学級の増設を認可（各学年3学級へ）[4]。
  - 9月25日 - 部室棟を落成[3][4]。
- 1975年（昭和50年）5月10日 - 新校舎第一期工事が完工[3][4]。
- 1978年（昭和53年）10月29日 - 新校舎落成記念式典を挙行[3][4]。
- 1981年（昭和56年）
  - 3月20日 - 柔剣道場を落成[3][4]。
  - 7月 - テニスコート3面と而立園（庭園）を設置[3]。
- 1985年（昭和60年）3月19日 - 遂志館（セミナーハウス）を落成[3][4]。
- 1988年（昭和63年）11月2日 - 体育館床を改修[3][4]。
- 1990年（平成2年）
  - 9月1日 - 新部室棟を着工[3][4]。
  - 10月13日 - 創立40周年記念事業として新校旗を制定、祝賀会を挙行[3][4]。
- 1994年（平成6年）
  - 3月31日 - グラウンドを整備、体育館を改修[3][4]。
  - 4月1日 - 1学級の定員を40人化[4]。
- 1996年（平成8年）4月1日 - 新制服を制定[3][4]。
- 1999年（平成11年）6月29日 - 公式ホームページを開設[13]。
- 2000年（平成12年）
  - 3月24日 - 校舎大規模改修第一期工事が完工[4]。
  - 11月8日 - 校舎大規模改修第二期工事が完工[4]。
- 2001年（平成13年）12月7日 - グラウンド防風ネットを設置[3][4]。
- 2003年（平成15年）2月20日 - グラウンドの法面災害復旧工事を実施[3][4]。
- 2004年（平成16年）5月7日 - 県立高校新整備計画後期マスタープランの説明会を開催[14]。
- 2005年（平成17年）
  - 7月19日 - 岩手県教育委員会が「県立高等学校新整備後期計画」を策定し、翌年度（2006年度）に千厩高校への統合を決定[4]。
  - 8月29日 - 第一回千厩・藤沢地区高等学校（仮称）整備検討委員会を千厩高校で開催[3][4]。
  - 9月12日 - 第二回千厩・藤沢地区高等学校（仮称）整備検討委員会を開催[3][4]。
- 2006年（平成18年）
  - 4月1日 - 新入生募集を停止[3][4]。
  - 5月 - 藤高を讃える会委員会が発足[3]。
- 2007年（平成19年）10月28日 - 閉校記念碑「遂志の碑」の除幕式、文化祭を開催[8]。
- 2008年（平成20年）
  - 3月1日 - 卒業式・閉校式典を藤沢町縄文ホールにて挙行[1][3]。
  - 3月31日 - 閉校[2][3]。
  - 8月3日 - 跡地に藤沢町立藤沢中学校（現：一関市立）が移転[15]。

## 設置学科
- 全日制課程
  - 普通科：1951年設置

### 廃止学科
| 課程       | 学科     | 設置年度 | 廃止年度 | 備考               |
| ---------- | -------- | -------- | -------- | ------------------ |
| 全日制課程 | 農業科   | 1953年   |          |                    |
| 全日制課程 | タバコ科 | 1955年   | 1965年   | 岩手県内唯一の学科 |
| 定時制課程 | 農業科   | 1948年   | 1954年   | 男子のみ           |
| 定時制課程 | 家庭科   | 1948年   | 1954年   | 女子のみ           |

出典：

## 部活動
出典：

### 運動部
- 卓球部
- 柔道部

### 文化部
- 吹奏楽部
- 茶華道部
- 美術部

### 同好会
いずれも2007年度に設立。
- 陸上同好会
- フットサル同好会
- バドミントン同好会
- 男子テニス同好会
- 演技研究同好会

### 廃止した部活動
- ソフトボール部（1983年度以降[3]、2002年度以前[18]）
- 陸上競技部（2002年度以前[3][18]）
- 硬式野球部（2007年度[17][16]）
- ソフトテニス部（2007年度[17][16]）
- バレーボール部（2007年度[17][16]）

## 施設概要
主な施設を掲載。校地面積は36,317平方メートル。
- 校舎 - 1975年竣工の鉄筋コンクリート造3階建て[20][21]。延床面積は3,258.50平方メートル[19]。
- 体育館 - 1971年竣工の鉄骨造2階建て[12][21]。延床面積は1,155.40平方メートル[19]。
- 柔剣道場 - 1981年竣工の鉄骨造平屋建て[3][21]。延床面積は356.92平方メートル[19]。
- テニスコート
- 運動場 - 19,222平方メートル[19]。
- 遂志館（セミナーハウス） - 1985年竣工[22]。延床面積は482.24平方メートル[19]。
- 而立園（庭園）
- 部室棟

## 生徒・学級数
開校以降の入学定員数・生徒数・学級数の推移。1953年度以降は毎年度掲載。
| 年度                    | 入学定員 | 生徒数 | 増減 | 学級数 | 増減 | 出典         | 備考              |
| ----------------------- | -------- | ------ | ---- | ------ | ---- | ------------ | ----------------- |
| 1948（昭和23）年度      | 100      | 65     |      |        |      | [ 1 ]        | 開校              |
| 1950（昭和25）年度      | 135      |        |      |        |      | [ 3 ]        | 本校昇格          |
| 1953（昭和28）年度      |          | 264    |      |        |      | [ 23 ]       |                   |
| 1954（昭和29）年度      |          | 200    | －64 |        |      | [ 23 ]       |                   |
| 1955（昭和30）年度      |          | 231    | 31   |        |      | [ 23 ]       |                   |
| 1956（昭和31）年度      |          | 229    | －2  |        |      | [ 23 ]       |                   |
| 1957（昭和32）年度      |          | 212    | －17 |        |      | [ 23 ]       |                   |
| 1958（昭和33）年度      |          | 221    | 9    |        |      | [ 23 ]       |                   |
| 1959（昭和34）年度      |          | 223    | 2    |        |      | [ 23 ]       |                   |
| 1960（昭和35）年度      |          | 218    | －5  |        |      | [ 23 ]       |                   |
| 1961（昭和36）年度      |          | 200    | －18 |        |      | [ 23 ]       |                   |
| 1962（昭和37）年度      |          | 209    | 9    |        |      | [ 23 ]       |                   |
| 1963（昭和38）年度      |          | 242    | 33   |        |      | [ 23 ]       |                   |
| 1964（昭和39）年度      |          | 292    | 50   |        |      | [ 23 ]       |                   |
| 1965（昭和40）年度      |          | 311    | 19   |        |      | [ 23 ]       |                   |
| 1966（昭和41）年度      | (350)    | 368    | 57   |        |      | [ 23 ]       | 普通科＋1（臨時） |
| 1967（昭和42）年度      | (400)    | 422    | 54   |        |      | [ 23 ]       | 普通科＋1（臨時） |
| 1968（昭和43）年度      | (450)    | 476    | 54   |        |      | [ 23 ]       | 普通科＋1（臨時） |
| 1969（昭和44）年度      |          | 458    | －18 |        |      | [ 23 ]       | 普通科＋1（臨時） |
| 1970（昭和45）年度      |          | 439    | －19 |        |      | [ 23 ]       |                   |
| 1971（昭和46）年度      |          | 423    | －16 |        |      | [ 23 ]       |                   |
| 1972（昭和47）年度      |          | 414    | －9  | 9      |      | [ 23 ] [ 4 ] | 3学級編成認可     |
| 1973（昭和48）年度      | 180      | 465    | 51   |        |      | [ 23 ]       | 普通科＋1（臨時） |
| 1974（昭和49）年度      |          | 523    | 58   |        |      | [ 23 ]       |                   |
| 1975（昭和50）年度      | (540)    | 556    | 33   | 12     |      | [ 24 ]       | 臨時増（3学級）   |
| 1976（昭和51）年度      | (540)    | 555    | －1  | 12     | 0    | [ 25 ]       | 臨時増（3学級）   |
| 1977（昭和52）年度      |          | 544    | －11 | 12     | 0    | [ 26 ]       |                   |
| 1978（昭和53）年度      |          | 537    | －7  | 12     | 0    | [ 27 ]       |                   |
| 1979（昭和54）年度      | 135      | 493    | －44 | 11     | －1  | [ 28 ]       | 臨時増解消        |
| 1980（昭和55）年度      | (450)    | 441    | －52 | 10     | －1  | [ 29 ]       |                   |
| 1981（昭和56）年度      | (405)    | 393    | －48 | 9      | －1  | [ 29 ]       |                   |
| 1982（昭和57）年度      | (405)    | 381    | －12 | 9      | 0    | [ 29 ]       |                   |
| 1983（昭和58）年度      | (405)    | 378    | －3  | 9      | 0    | [ 29 ]       |                   |
| 1984（昭和59）年度      | (405)    | 354    | －24 | 9      | 0    | [ 29 ]       |                   |
| 1985（昭和60）年度      | (360)    | 318    | －36 | 8      | －1  | [ 29 ]       |                   |
| 1986（昭和61）年度      | (315)    | 277    | －41 | 7      | －1  | [ 29 ]       |                   |
| 1987（昭和62）年度      | (315)    | 266    | －11 | 7      | 0    | [ 29 ]       |                   |
| 1988（昭和63）年度      | (315)    | 274    | 8    | 7      | 0    | [ 29 ]       |                   |
| 1989（平成元）年度      | (315)    | 275    | 1    | 7      | 0    | [ 29 ]       |                   |
| 1990（平成2）年度       | (315)    | 274    | －1  | 7      | 0    | [ 29 ]       |                   |
| 1991（平成3）年度       | (360)    | 294    | 20   | 8      | 1    | [ 29 ]       | 臨時増（3学級）   |
| 1992（平成4）年度       | (360)    | 291    | －3  | 8      | 0    | [ 29 ]       |                   |
| 1993（平成5）年度       | (315)    | 285    | －6  | 7      | －1  | [ 29 ]       |                   |
| 1994（平成6）年度       | (260)    | 253    | －32 | 6      | －1  | [ 29 ]       | 1学級40人化       |
| 1995（平成7）年度       | (250)    | 235    | －18 | 6      | 0    | [ 29 ]       |                   |
| 1996（平成8）年度       | 80       | 221    | －14 | 6      | 0    | [ 29 ]       |                   |
| 1997（平成9）年度       | 80       | 206    | －15 | 6      | 0    | [ 29 ]       |                   |
| 1998（平成10）年度      | 80       | 192    | －14 | 6      | 0    | [ 29 ]       |                   |
| 1999（平成11）年度      | 40       | 169    | －23 | 6      | 0    | [ 29 ]       |                   |
| 2000（平成12）年度      | 40       | 160    | －9  | 6      | 0    | [ 31 ]       |                   |
| 2001（平成13）年度      | 40       | 148    | －12 | 6      | 0    | [ 32 ]       |                   |
| 2002（平成14）年度      | 40       | 148    | 0    | 6      | 0    | [ 33 ]       |                   |
| 2003（平成15）年度      | 40       | 141    | －7  | 6      | 0    | [ 34 ]       |                   |
| 2004（平成16）年度      | 40       | 139    | －2  | 6      | 0    | [ 35 ]       |                   |
| 2005（平成17）年度      | 40       | 117    | －22 | 6      | 0    | [ 36 ]       |                   |
| 2006（平成18）年度      | 0        | 69     | －48 | 4      | －2  | [ 5 ]        | 募集停止          |
| 2007（平成19）年度      | 0        | 29     | －40 | 2      | －2  | [ 7 ]        | 閉校              |
| ※定員数の括弧は全学年分 |          |        |      |        |      |              |                   |

## アクセス

### 鉄道
- JR大船渡線 千厩駅から車で約16分

### 自動車
- 千厩町中心部から国道456号経由で約15分

## 著名な出身者
- 岩渕公一 - 柔道家